# Rudabánya
Rudabánya ist eine ungarische Stadt im Kreis Kazincbarcika im Komitat Borsod-Abaúj-Zemplén.

## Geografische Lage
Rudabánya liegt in Nordungarn, 33 Kilometer nordwestlich des Komitatssitzes Miskolc und 13 Kilometer nördlich der Kreisstadt Kazincbarcika an dem Fluss Ormos-patak. Nachbargemeinden sind Felsőtelekes, Felsőkelecsény, Szuhogy und Ormosbánya.

## Geschichte
Im Jahr 1913 gab es in der damaligen Kleingemeinde 231 Häuser und 2476 Einwohner auf einer Fläche von 2933 Katastraljochen. Sie gehörte zu dieser Zeit zum Bezirk Edeleńy im Komitat Borsod. Im Jahr 2008 erhielt Rudabánya den Status einer Stadt.

## Städtepartnerschaften
- Badalowo (Бадалово), Ukraine, seit 2017
- Borsec, Rumänien, seit 2012
- Dobšiná, Slowakei, seit 2011

## Verkehr
In Rudabánya treffen die Landstraßen Nr. 2608, Nr. 2609 und Nr. 2611 aufeinander.

## Bilder

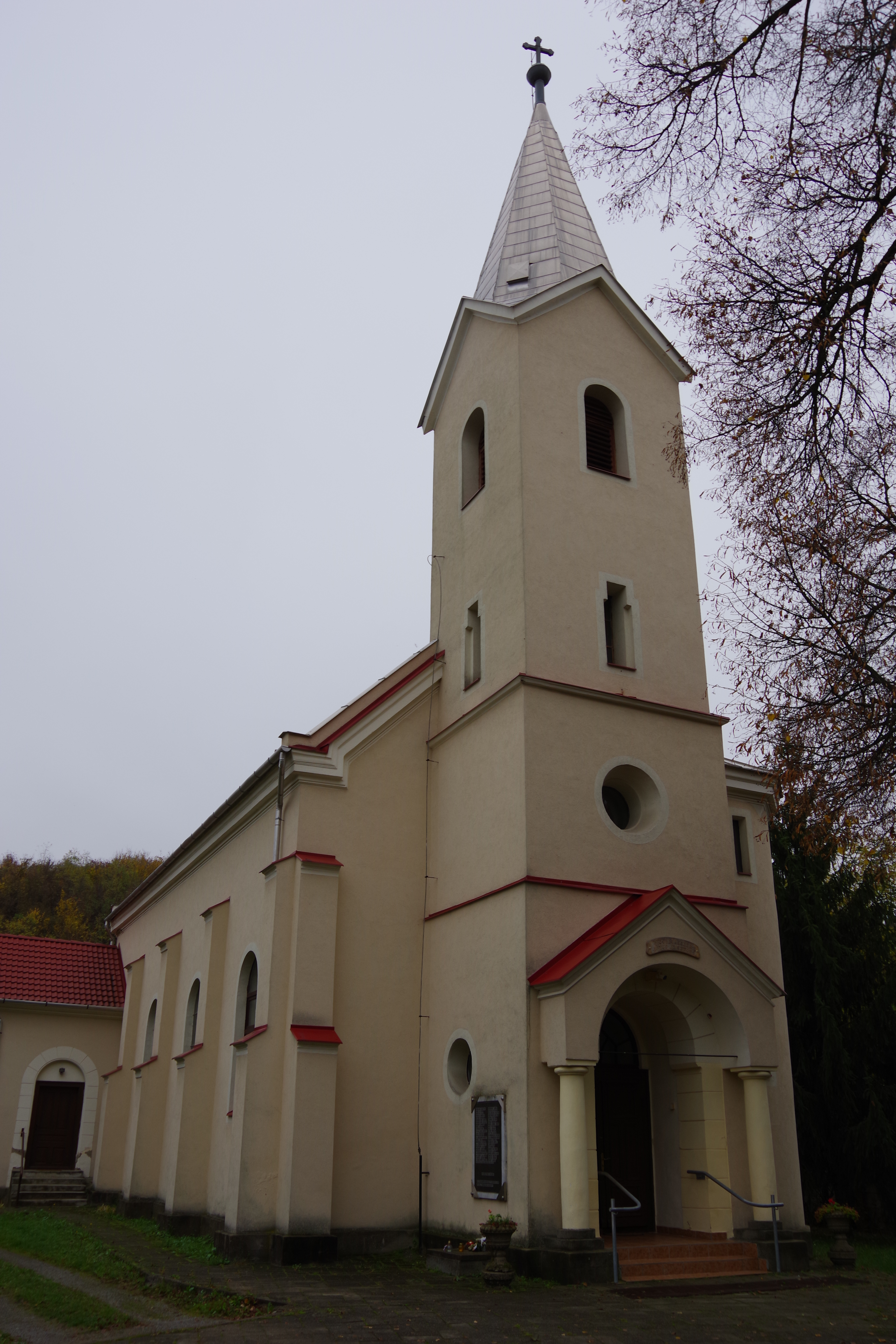
Römisch-katholische Kirche Szent István király
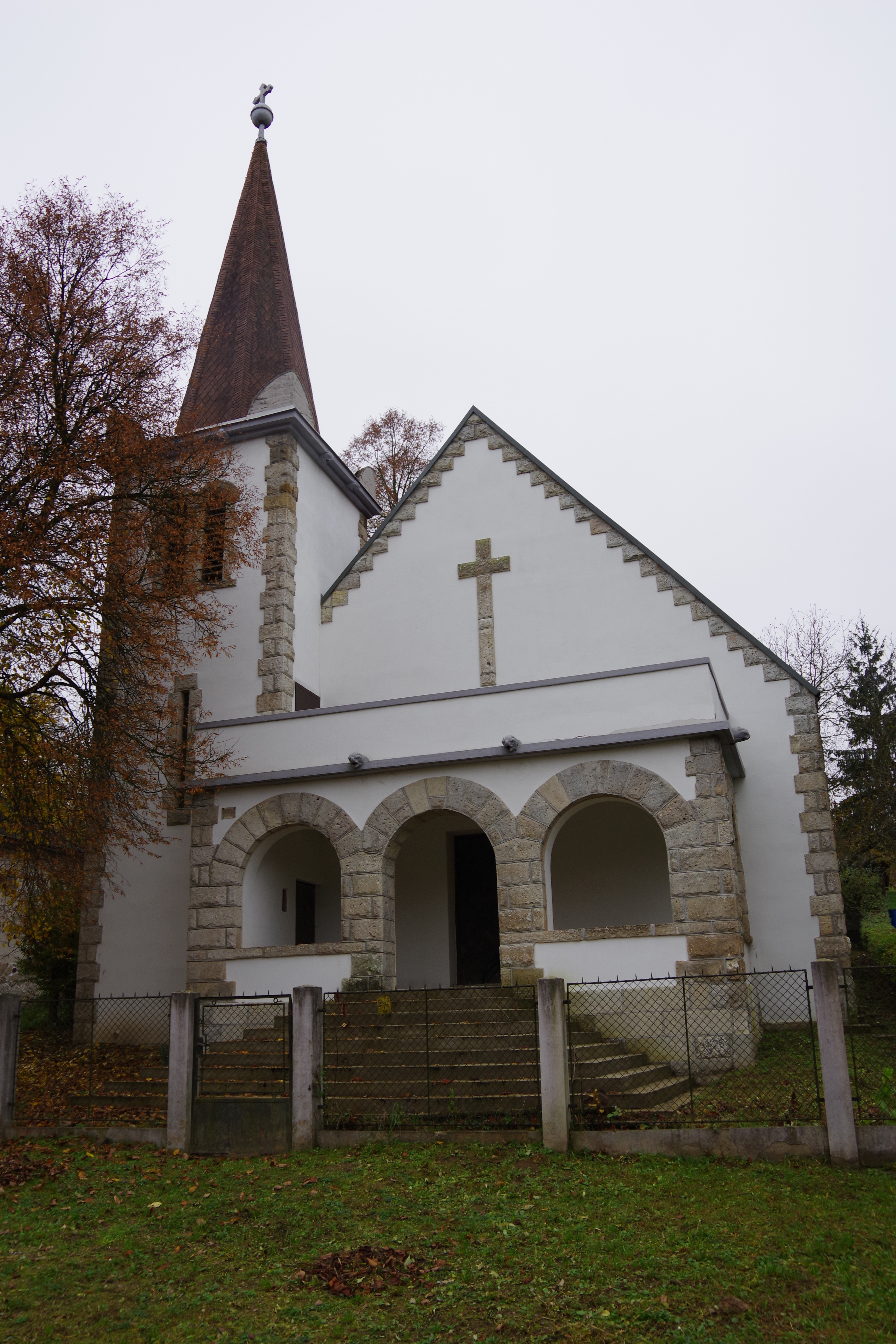
Evangelische Kirche
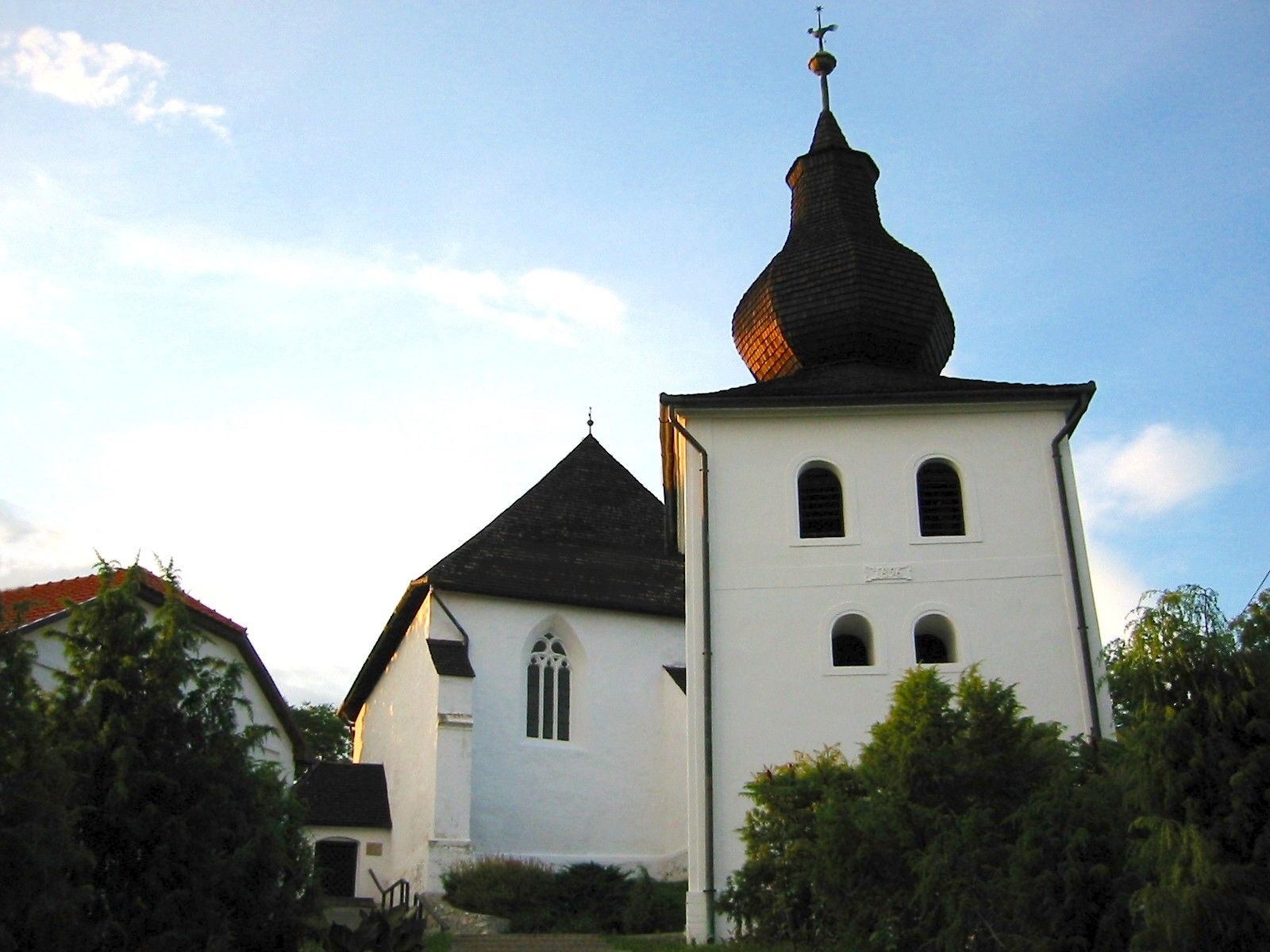
Reformierte Kirche
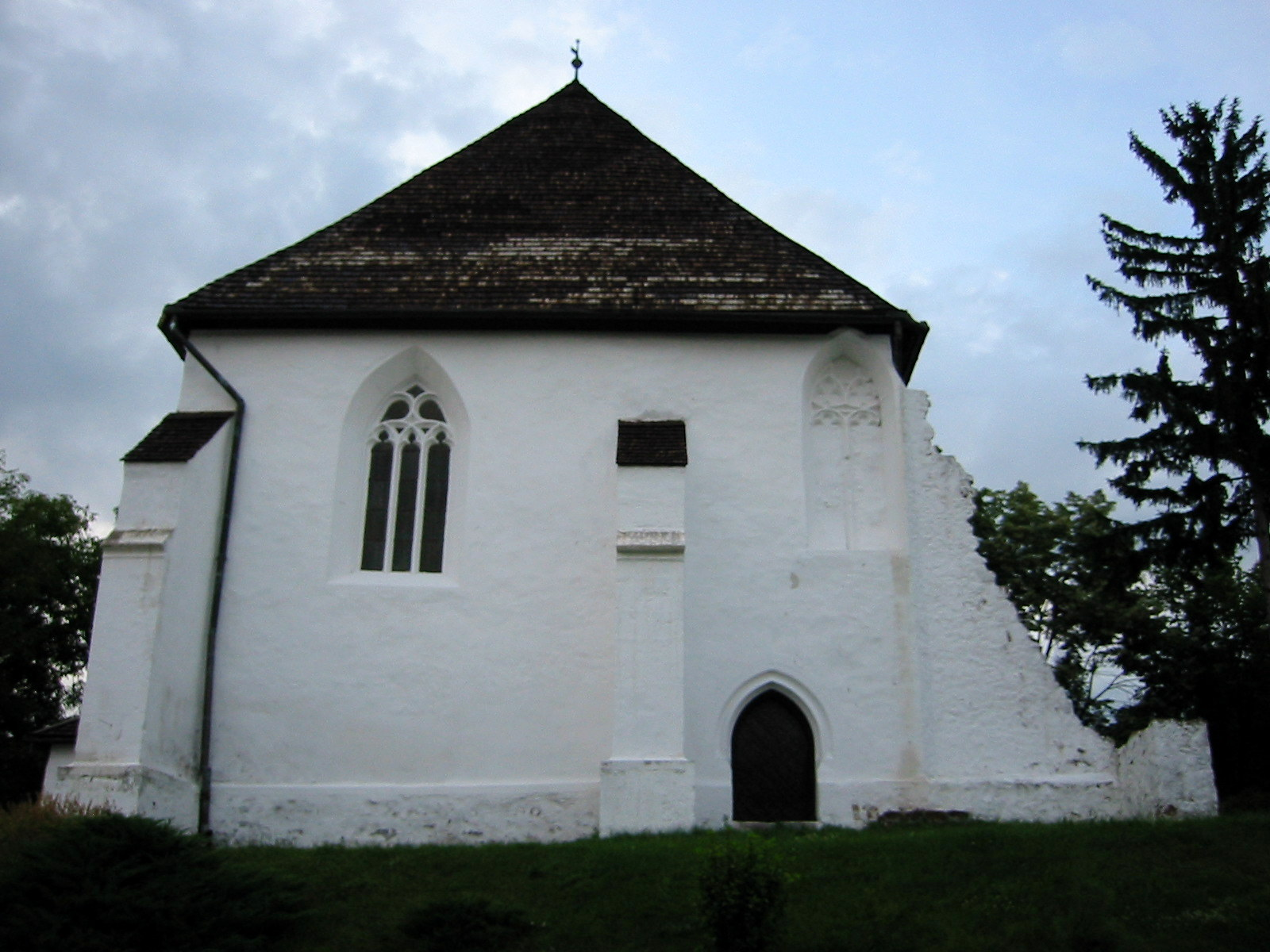
Reformierte Kirche
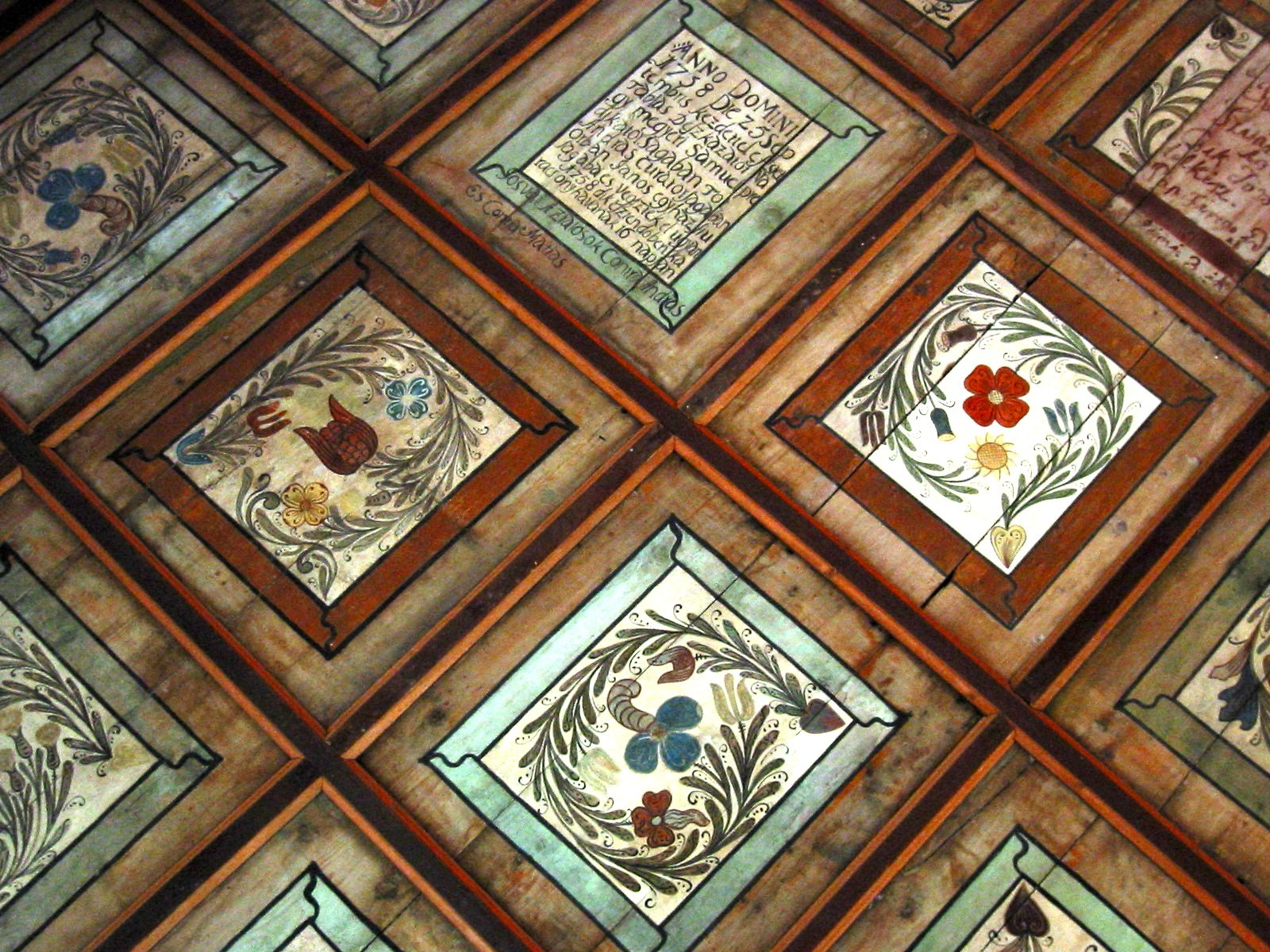
Kassettendecke in der reformierten Kirche